# A pénz színe
A pénz színe (eredeti cím: The Color of Money) egy 1986-ban bemutatott filmdráma Martin Scorsese rendezésében. A film főszereplője Paul Newman, aki a filmben nyújtott alakításáért elnyerte a legjobb férfi főszereplőnek járó Oscar-díjat.

## Történet
„Fürge” Eddie Felson nagynevű biliárdjátékos, már abbahagyta a játékot, de a biliárdtól nem tud elszakadni. Egy nap felfigyel egy ígéretes tehetségre, Vincent Lauria-ra, aki a gyakorlott játékosokat könnyedén legyőzi. Eddie úgy dönt, üzletet ajánl a fiúnak: megtanítja, miképp kell pénz keresni a biliárddal. Vincent végül is elfogadja az ajánlatot, és barátnőjével, Carmennel, Eddie-hez szegődnek. Sorra járják a biliárdszalonokat az Államokban, miközben Eddie megmutatja a trükköket. De Vincent forrófejű és túlzottan magabiztos. Nem hallgat Eddie tanácsaira, csak nyerni akar. A konfliktusok Eddie és Vincent között egyre kiélezettebbekké válnak. Eddie megelégeli Vincent hozzáállását és otthagyja a párost. Pénzt ad nekik, hogy egyedül próbáljanak szerencsét. Eddie-t egy bárban megkopasztja egy játékos, rádöbben, hogy rossz a szeme. Szemüveget csináltat és újra játszani kezd. Vincent és Eddie egy Las Vegas-i versenyen találkoznak újra. A sorsolásnál összekerülnek, a játék során Vincent elront egy lökést és így Eddie jut tovább. Eddie nagy sikernek tartja, hogy a nála esélyesebbnek tartott Vincentet legyőzte. De később Vincent pénzt ad Eddie-nek: a nyereménye egy részét, mert maga ellen fogadott és tudatosan veszített. Eddie a versenyt feladja, és kihívja Vincentet egy partira, hogy egy valódi küzdelemben derüljön, ki, hogy melyikük a jobb.

## Szereplők
| Szereplő             | Színész                     | Magyar hang        |
| -------------------- | --------------------------- | ------------------ |
| „Fürge” Eddie Felson | Paul Newman                 | Mécs Károly        |
| Vincent Lauria       | Tom Cruise                  | Boros Zoltán       |
| Carmen               | Mary Elizabeth Mastrantonio | Kisfalvi Krisztina |
| Janelle              | Helen Shaver                | Andai Györgyi      |
| Julian               | John Turturro               | Halmágyi Sándor    |
| Orvis                | Bill Cobbs                  | Melis Gábor        |
| Amos                 | Forest Whitaker             | Hankó Attila       |
| Játékos a kaszinóban | Paul Herman                 | Felföldi László    |
| Narrátor             | Martin Scorsese             | Bozai József       |

## Díjak, jelölések
- Oscar-díj (1987)
  - díj: legjobb férfi főszereplő – Paul Newman
  - jelölés: legjobb női mellékszereplő – Mary Elizabeth Mastrantonio
  - jelölés: legjobb adaptált forgatókönyv – Richard Price
  - jelölés: legjobb díszlet – Boris Leven, Karen O'Hara
- Golden Globe-díj (1987)
  - jelölés: legjobb férfi főszereplő (filmdráma) – Paul Newman
  - jelölés: legjobb női mellékszereplő – Mary Elizabeth Mastrantonio
- National Board of Review (1986)
  - NBR Award: legjobb színész – Paul Newman